# Studio Kajino
Studio Kajino (スタジオカジノ Sutajio Kajino?) es una subsidiaria de la compañía de animación japonesa Studio Ghibli. Fue creado antes de 2000 por el animador de Ghibli, Yoshiyuki Momose, para manejar películas de acción en vivo para el estudio. Kajino está dirigida por el expresidente de Ghibli, Toshio Suzuki, y su primer lanzamiento fue Shiki-Jitsu en 2000. En 2001, Studio Kajino coprodujo la película de Katsuyuki Motohiro Satorare, pero no recibió el crédito. Sin embargo, la participación del estudio se reconoce a través de una función adicional en el DVD R3, titulada "Ghibli Studio".

## Trabajos

### Películas
- Shiki-Jitsu
- Satorare

### Videos musicales
- cápsula - "Aeropuerto portátil"
- cápsula - "Estación Espacial No.9"
- cápsula - "Un plan de ciudad voladora"